# Acripia subolivacea
Acripia subolivacea är en fjärilsart som beskrevs av Walker 1863. Acripia subolivacea ingår i släktet Acripia och familjen trågspinnare. Inga underarter finns listade i Catalogue of Life.